# جيسيكا جوردان
جيسيكا أن جوردان بورتون (بالإسبانية: Jessica Jordan)‏ وهي سياسية وعارضة أزياء سابقة بوليفية ولدت في يوم 6 مايو 1984 في هوكاراجي في بوليفيا وهي من أصل بريطاني إنجليزي وهي ملكة جمال بوليفيا لسنة 2007.